# Okenia (Nudibranchia)

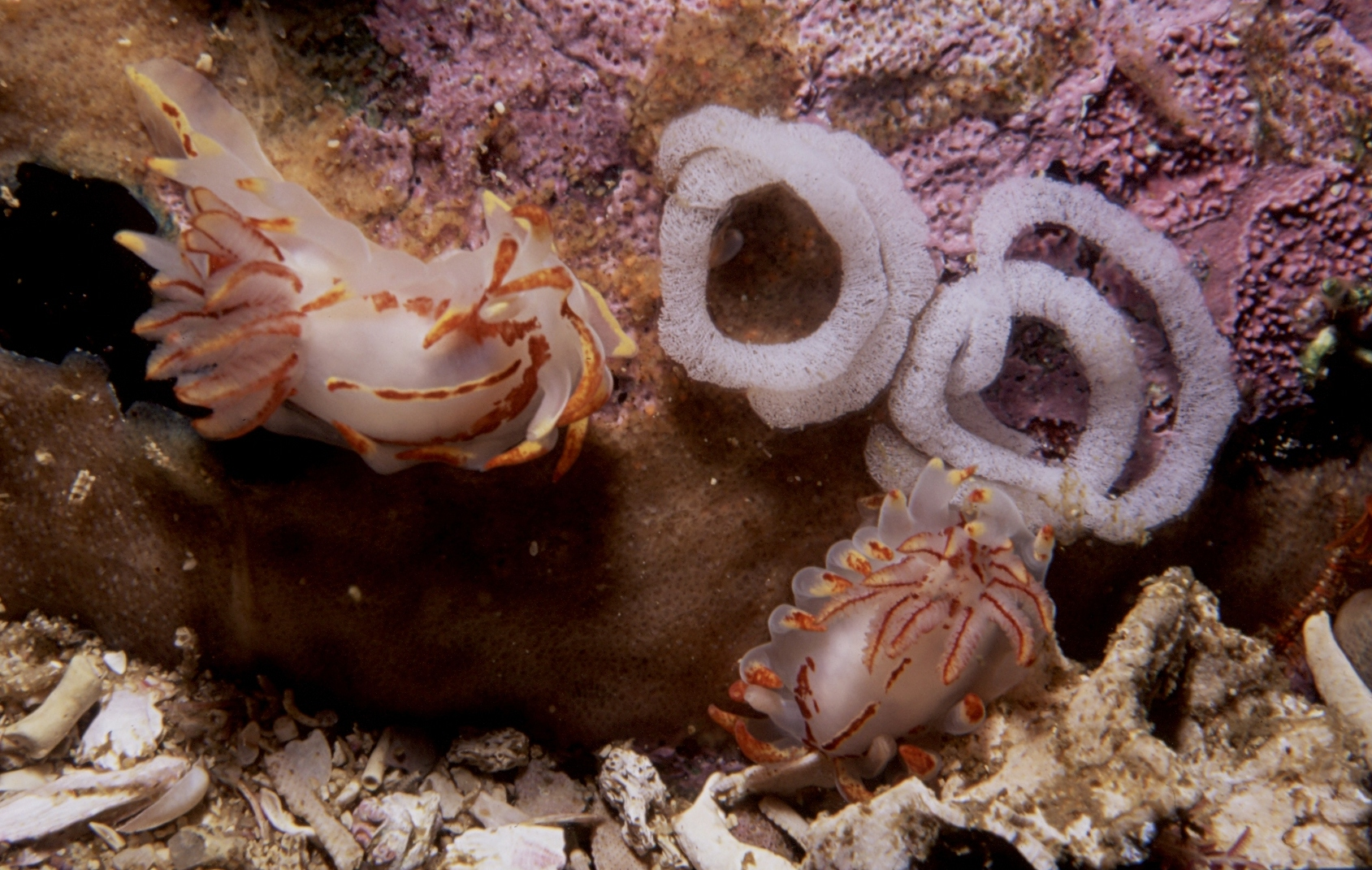
Okenia amoenula y puesta de huevos

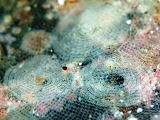
Okenia pilosa, puestas de huevos

Okenia es un género de molusco opistobranquio de la familia Goniodorididae.

## Morfología
Como toda la familia, cuentan con papilas y branquias dorsales, cabeza con velo oral que puede presentar tentáculos laterales, rinóforos lamelados no retráctiles, borde del manto reducido, mandíbulas reducidas o ausentes, y por una estructura de succión en la boca utilizada en la alimentación.
El género se caracteriza por tener el cuerpo alargado, y disposición simétrica de papilas dorso-laterales en torno al margen del cuerpo. Los rinóforos suelen ser comprimidos, y con numerosas lamelas oblicuas en forma de copa. Las branquias son unipinnadas o bipinnadas, retráctiles, pero sin funda branquial.

## Reproducción
Son ovíparos y hermafroditas triáulicos, que cuentan con dos aberturas genitales femeninas separadas: oviducto y vagina, y un pene.

## Alimentación
Son predadores omnívoros, alimentándose principalmente de briozoos, como Integripelta bilabiata, o Tropidozoum cellariiforme, también se alimentan de ascidias.

## Hábitat y distribución
Estas pequeñas babosas marinas se distribuyen por los océanos Atlántico norte, tanto en las costas americanas, como en las europeas, desde Noruega al norte de España, y en el Pacífico, en el noreste, desde Canadá a California, aunque se han localizado especies en el oeste, en Mayotte.
Habitan aguas templadas y frías, en un rango de temperatura entre 7.82 y 23.53 °C, y en un rango de profundidad entre 0 y 109 m.
 Se localizan en zonas intermareales y sublitorales.

## Especies
El Registro Mundial de Especies Marinas reconoce como válidas las siguientes especies en el género:
| - Okenia academica Camacho-Garcia & Gosliner, 2004 - Okenia africana Edmunds, 2009 - Okenia ameliae Ortea, Moro & Caballer, 2014 - Okenia amoenula (Bergh, 1907) - Okenia angelensis Lance, 1966 - Okenia angelica Gosliner & Bertsch, 2004 - Okenia aspersa (Alder & Hancock, 1845) - Okenia atkinsonorum Rudman, 2007 - Okenia barnardi Baba, 1937 - Okenia brunneomaculata Gosliner, 2004 - Okenia cochimi Gosliner & Bertsch, 2004 - Okenia cupella (Vogel & Schultz, 1970) - Okenia digitata (Edmunds, 1966) - Okenia distincta Baba, 1940 - Okenia echinata Baba, 1949 - Okenia elegans (Leuckart, 1828) - Okenia eolida (Quoy & Gaimard, 1832) - Okenia evelinae Er. Marcus, 1957 - Okenia felis Gosliner, 2010 - Okenia ghanensis Edmunds, 2009 - Okenia hallucigenia Rudman, 2004 - Okenia harastii Pola, Roldán & Padilla, 2014 - Okenia hiroi (Baba, 1938) - Okenia hispanica Valdés & Ortea, 1995 - Okenia impexa Er. Marcus, 1957 - Okenia japonica Baba, 1949 - Okenia kendi Gosliner, 2004 - Okenia kondoi (Hamatani, 2001) - Okenia lambat Gosliner, 2004 - Okenia leachii (Alder & Hancock, 1854) - Okenia liklik Gosliner, 2004 | - Okenia luna Millen, Schrödl, Vargas & Indacochea, 1994 - Okenia mediterranea (Ihering, 1886) - Okenia mellita Rudman, 2004 - Okenia mexicorum Gosliner & Bertsch, 2004 - Okenia mica Ortea & Moro, 2014 - Okenia mija Burn, 1967 - Okenia miramarae Ortea & Espinosa, 2000 - Okenia nakamotoensis (Hamatani, 2001) - Okenia opuntia Baba, 1960 - Okenia pellucida Burn, 1967 - Okenia pilosa (Bouchet & Ortea, 1983) - Okenia purpurata Rudman, 2004 - Okenia purpureolineata Gosliner, 2004 - Okenia rhinorma Rudman, 2007 - Okenia rosacea (MacFarland, 1905) - Okenia sapelona Ev. Marcus & Er. Marcus, 1967 - Okenia stellata Rudman, 2004 - Okenia vancouverensis (O'Donoghue, 1921) - Okenia vena Rudman, 2004 - Okenia virginiae Gosliner, 2004 - Okenia zoobotryon (Smallwood, 1910) Especies que han sido aceptadas como sinonimia: - Okenia ascidicola M. P. Morse, 1972 aceptada como Okenia aspersa (Alder & Hancock, 1845) - Okenia modesta (A. E. Verrill, 1875) aceptada como Okenia aspersa (Alder & Hancock, 1845) - Okenia plana Baba, 1960 aceptada como Okenia eolida (Quoy & Gaimard, 1832) - Okenia polycerelloides (Ortea & Bouchet, 1983) aceptada como Okenia zoobotryon (Smallwood, 1910) - Okenia pulchella (Alder & Hancock, 1854) aceptada como Okenia aspersa (Alder & Hancock, 1845) - Okenia pusilla Sordi, 1974 aceptada como Okenia cupella (Vogel & Schultz, 1970) - Okenia quadricornis (Montagu, 1815) aceptada como Okenia aspersa (Alder & Hancock, 1845) |

## Galería

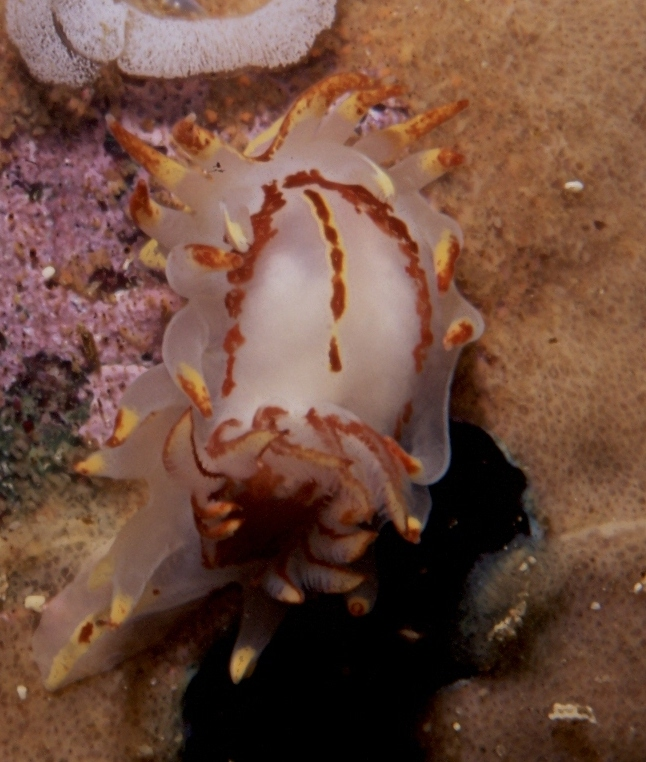
Okenia amoenula
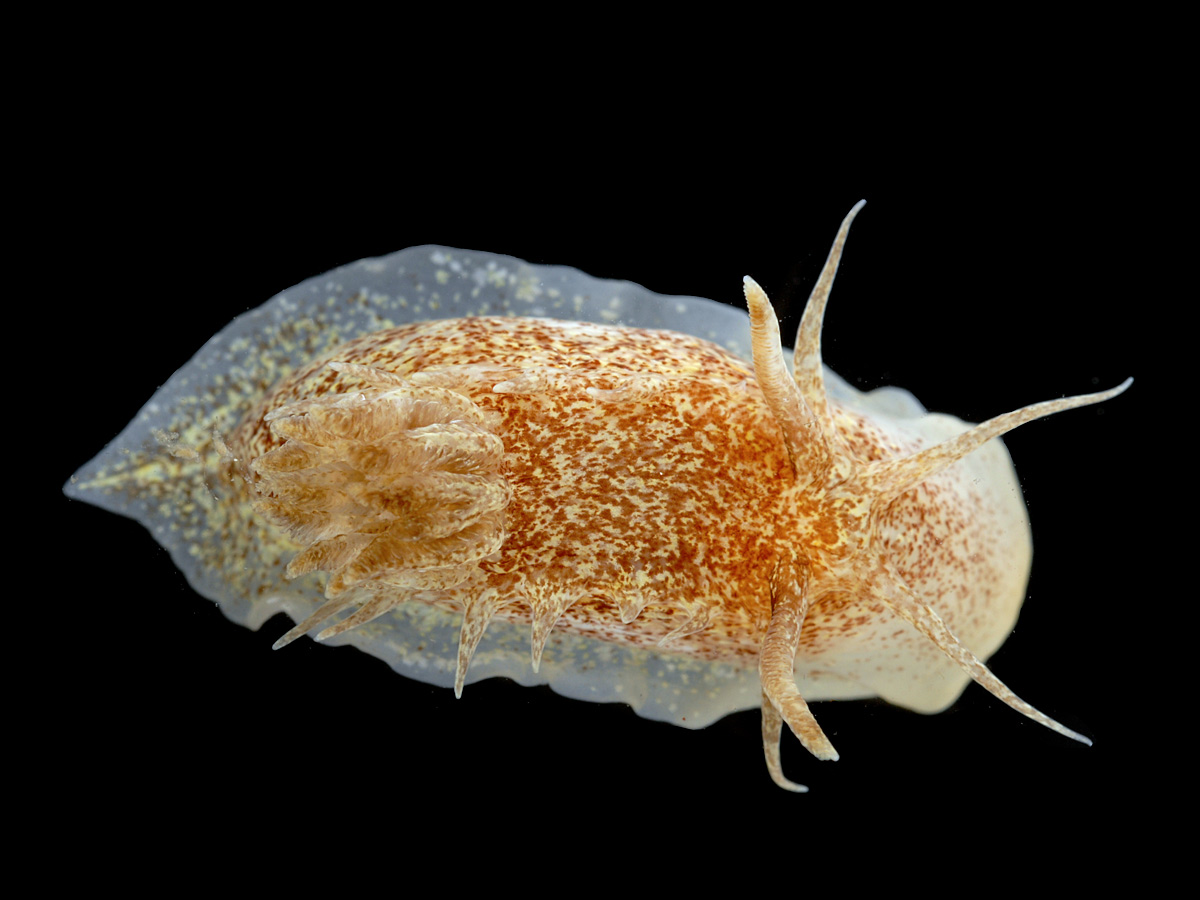
Okenia aspersa
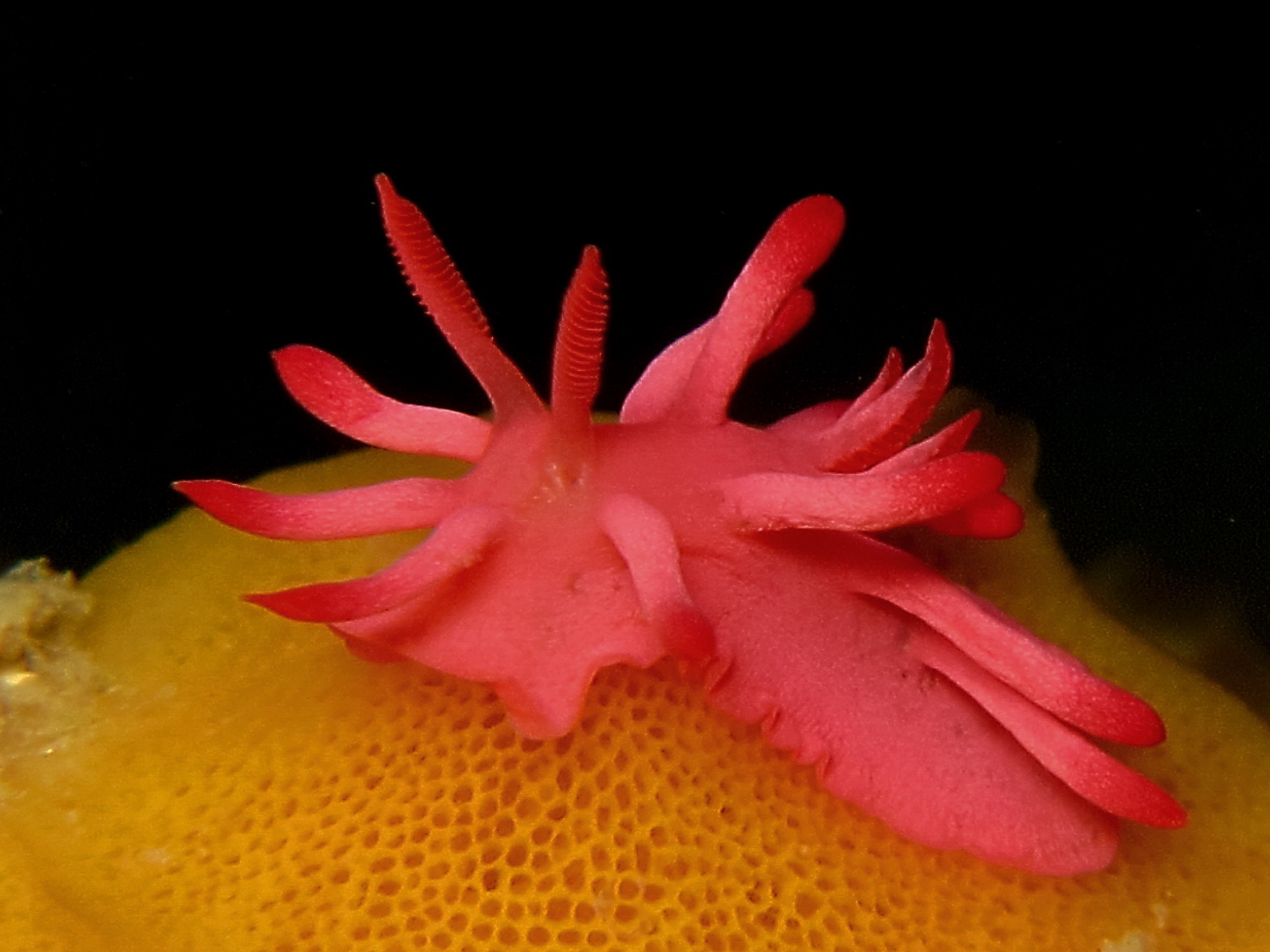
Okenia atkinsonorum
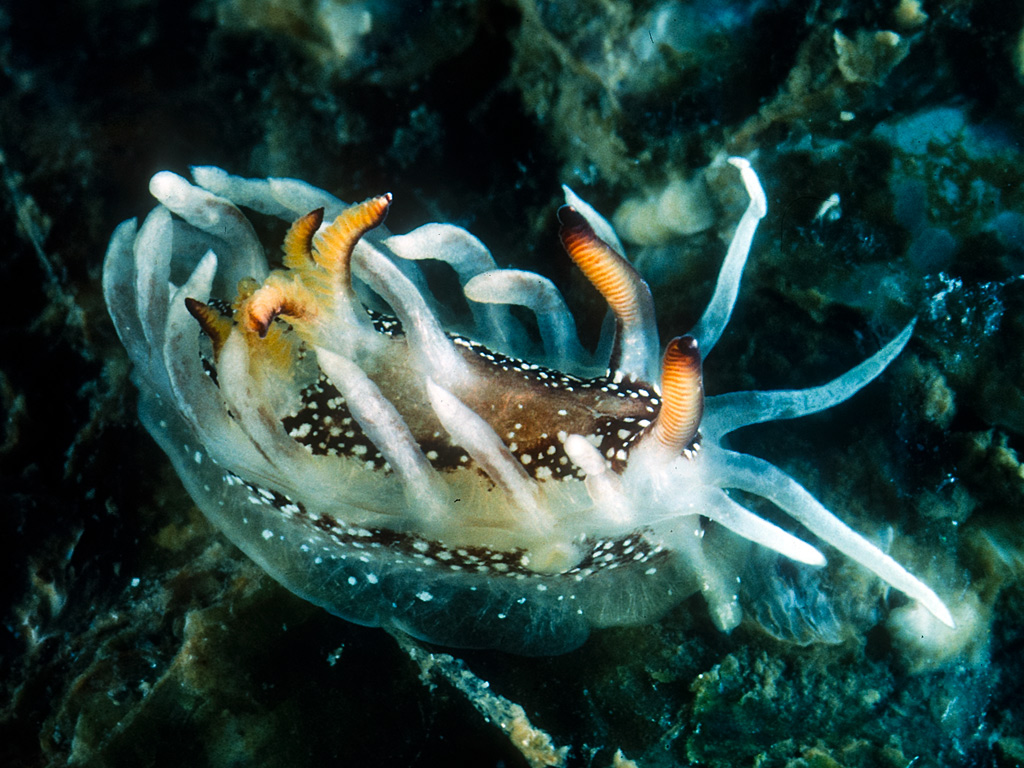
Okenia barnardi
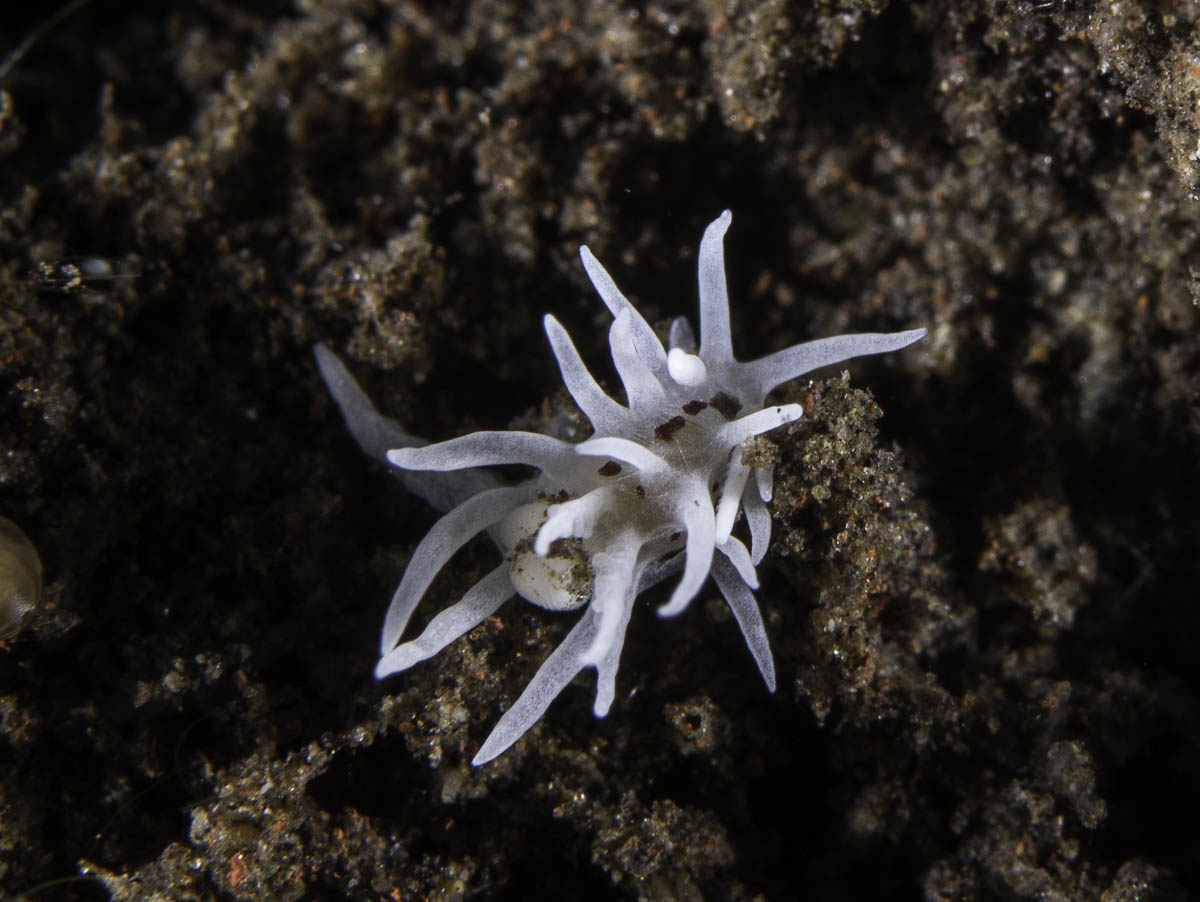
Okenia brunneomaculata
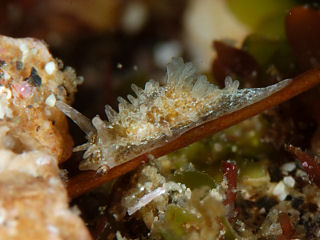
Okenia distincta
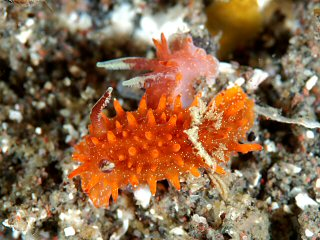
Okenia echinata
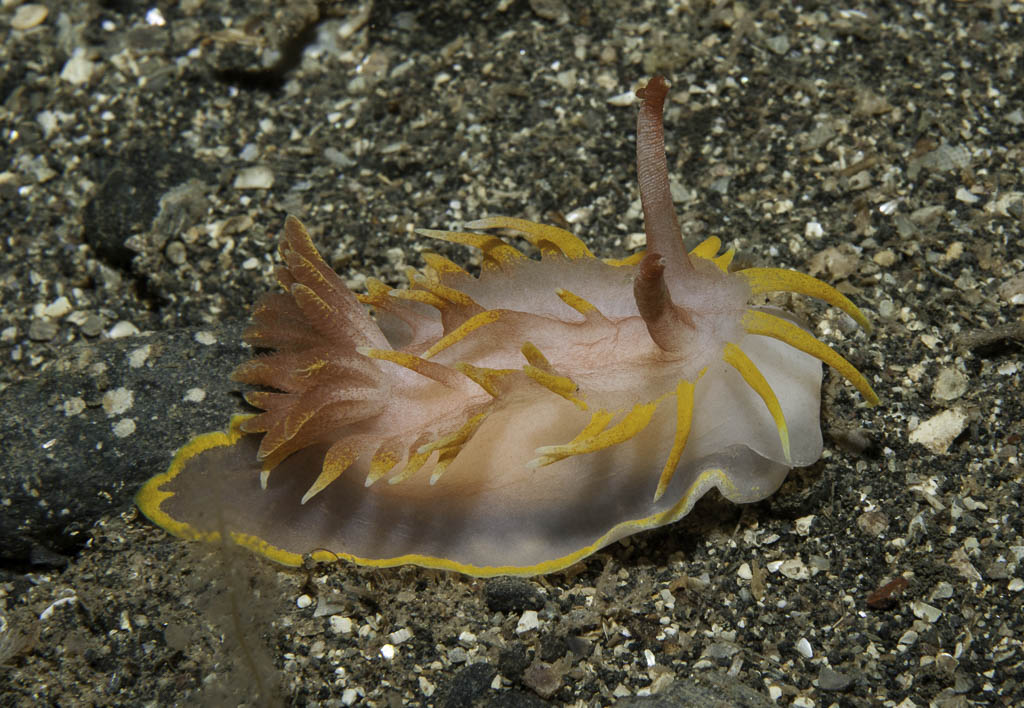
Okenia elegans
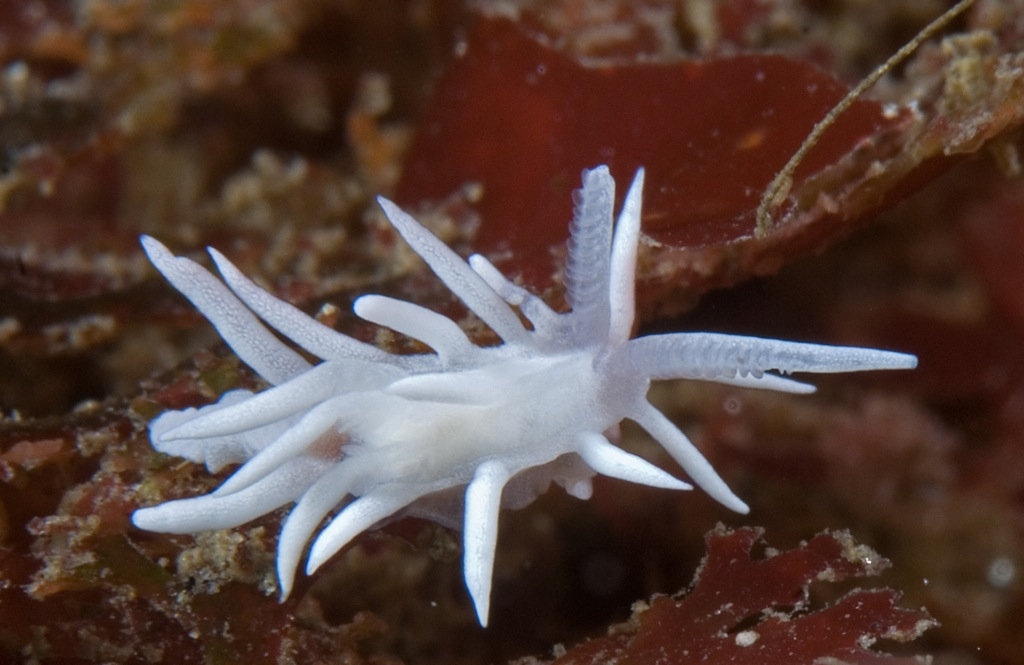
Okenia felis
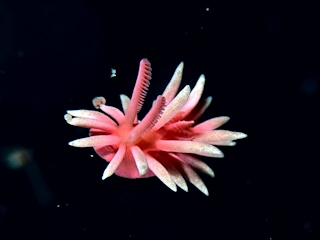
Okenia hiroi
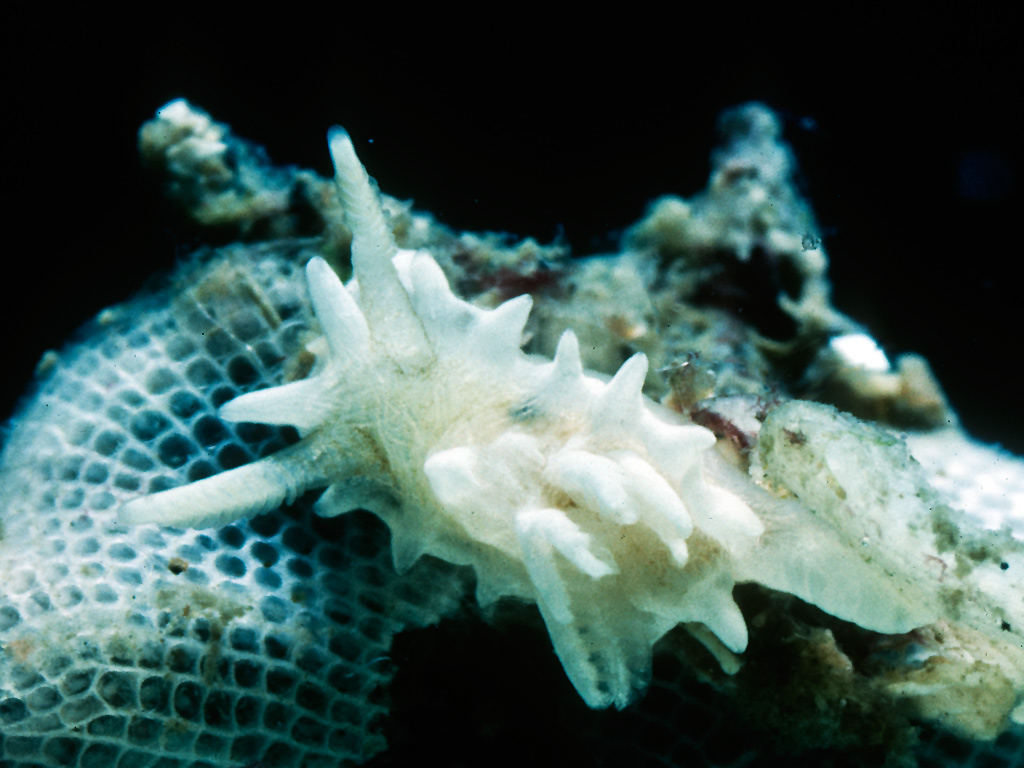
Okenia japonica
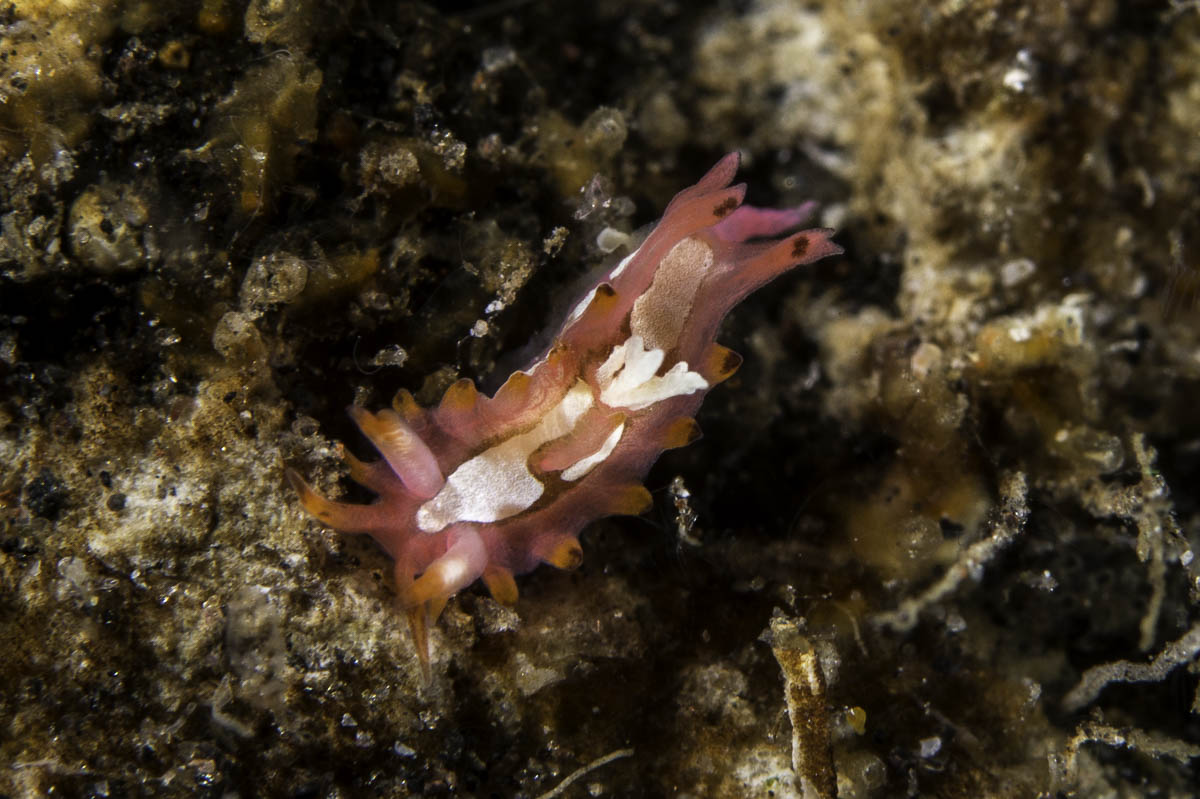
Okenia liklik
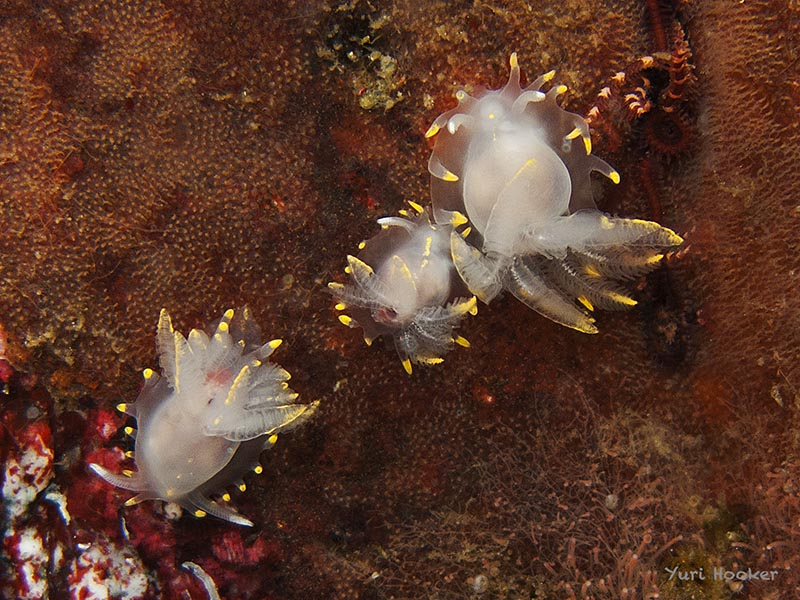
Okenia luna
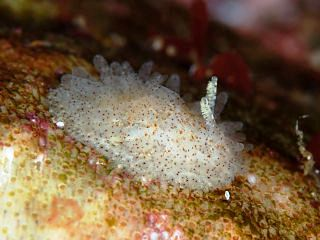
Okenia pilosa
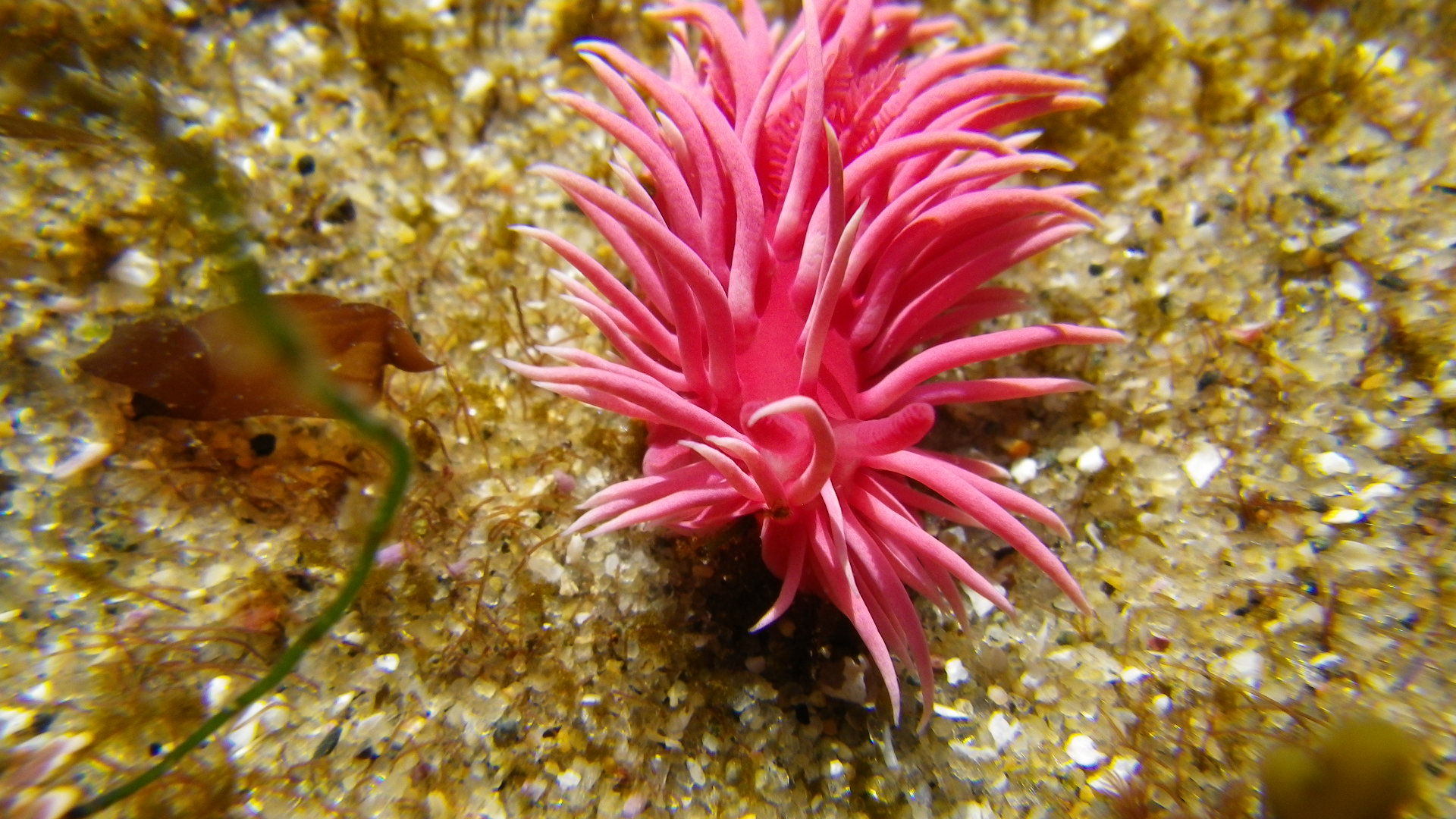
Okenia rosacea